# Cég
A cég az a  jogalany, amely a cégnyilvántartásba történő bejegyzéssel jön létre üzletszerű gazdasági tevékenység folytatása céljából és akkor szűnik meg, ha a cégjegyzékből törlik. 

## A cégnév
A cég a cégnév alatt jogképes. Ennek részei a vezérszó, a tevékenységre való utalás és a cégforma megjelölése.

## Csoportosítása
A cégek többnyire gazdasági társaságok, formájuk szerint csoportosíthatók:

### Jogi személyiséggel nem rendelkező cégek
- közhasznú társaság (Kht) (kötelesek voltak átalakulni, a bejegyzés alatt álló társaságok 2009. június 30-ig működhettek)
- közkereseti társaság (Kkt) (Polgári Törvénykönyvről szóló 2013. évi V. törvény)
- betéti társaság (Bt) (Polgári Törvénykönyvről szóló 2013. évi V. törvény)

### Jogi személyiséggel rendelkező cégek
- közös vállalat (Kv)
- korlátolt felelősségű társaság (Kft)
- részvénytársaság (Rt)
  - zárt (ZRt)
  - nyitott (NyRt)
- nonprofit szervezetek

## Története Magyarországon
A cégnév az a név, amelyen a kereskedő üzletét folytatja s melyet aláírásául használ.
A cég a kereskedelmi törvény  szerint „azon név,mely alatt a kereskedő üzletét folytatja és melyet aláírásul használ". 
A közbeszédben ez a fogalom hamarosan bővült: cég alatt vállalatot is kezdtek érteni. A törvény előírta, hogy minden egyes kereskedő kereskedő köteles cégét a cégbíróságnál (az illetékes törvényszéken) bejegyeztetni. Ezen rendelkezés a kufárokra és házalókra egyáltalán nem, a zsibárusokra, korcsmárosokra, közönséges fuvarosokra, hajósokraés az iparosokra pedig csak annyiban vonatkozik, amennyiben üzletük a kisipar körét meghaladja. A törvényszékek a bejegyzett cégekről lajstromot vezetnek. Az egyéni cégben feltüntetendő a kereskedő polgári neve vagy legalábbis a vezetékneve. Szerződés vagy öröklés útján szerzett üzlet azonban a volt tulajdonos vagy jogutódjai beleegyezésével, az addigi cég alatt folytatható és pedig akár az utódlást kifejező toldattal, akár anélkül. Ez a kivétel a be nem jegyzett cégekre nem vonatkozik. Közkereseti vagy betéti társaság cégében legalább az egyik tag, illetve beltag neve feltüntetendő, a társasági viszonyra utaló valamely toldattal. A részvénytársasági és szövetkezeti jelleget a cégnévben is határozottan fel kell tüntetni. A korlátolt felelősségű társaság cégének vagy a vállalat tárgyára kell utalni, vagy legalább egy tag nevét, a kft. toldatot pedig minden esetben tartalmaznia kell. A csendes társaság cége a csendestársra való tekintet nélkül használandó, ha tehát egyébként nem kereskedelmi társaság, akkor egyéni cégként jelölendő meg. Egyébként bármely cégtoldatként minden olyan megjelölés felvehető, amely nem megtévesztő (pl. a vállalat tárgyának megjelölése, telephely, védjegy stb.). Az ilyen toldatok azonban nem használhatók cégtörzsként – (kivéve mégis a vállalat tárgyának megjelölését a részvénytársaságnál, szövetkezetnél és kft.-nél) – és egyéni cégnél, közkereseti, betéti és csendes társaságnál nem helyettesíthetik a tulajdonos (illetve a tagok) nevének kötelező feltüntetését. Minden új cégnek az azon a helyen vagy abban a községben már létező és a kereskedelmi cégjegyzékbe bevezetett cégtől világosan különböznie kell. Aki a kereskedelmi cégjegyzékbe bevezetett valamely kereskedővel azonos nevet visel, köteles azt cégül olyan módon használni, hogy az a már bejegyzett cégtől világosan megkülönböztethető legyen. A cég mind teljes szövegében, mind rövidített alakban árujegyként használható és, ha a törvény által megkívánt kellékeknek megfelel, védjegyként is lajstromozható. A cégbitorlás magánjogi, illetve büntetőjogi vétségét követi el az is, aki cégét olymódon használja, hogy ennek folytán vállalatát össze lehet téveszteni azonos vagy hasonló hangzású céget jogosan használó más versenyvállalattal. 

## Alapítható cégformák

### Egyéni cég
Egyéni céget az egyéni vállalkozói névjegyzékben szereplő egyéni vállalkozó alapíthat. Az egyéni cég a cégbejegyzéssel jön létre, nem jogi személy, de jogképes. A cégnév alatt jogokat szerezhet és kötelezettségeket vállalhat. Lehet tulajdona, szerződéseket köthet, per résztvevője lehet.

### Társasági cégformák

#### Betéti társaság
Betéti társaság (Bt.) alapításakor a következőket kell meghatározni, megadni:
A cég tekintetében:
- cégnév, tevékenységi kör(ök), székhely, alaptőke összege

Tagok tekintetében:
- Legalább két tag szükséges: egy beltag és egy kültag (nincs egyszemélyes Bt.)
- A tagok adatai, vagyoni betéteik nagysága, szavazataik száma
- Mely tag(ok) jogosultak a társaság képviseletére és üzletvezetésére (Főszabály szerint erre a beltagok jogosultak. Kültag is lehet képviselő, ez esetben azonban erre a társasági szerződésben felhatalmazást kell adni.)
- Beltag: (legalább egy, de lehet több is) a társasági vagyon által nem fedezett kötelezettségekért korlátlan (és a többi beltaggal egyetemleges) felelősséggel tartozik
- Kültag: (legalább egy, de lehet több is) csak a társasági szerződésben vállalt vagyoni betétje erejéig felelős, a cég további tartozásaiért nem.
- Döntéshozatal:

A tagok gyűlése határoz a Bt. mindazon ügyében, amely nem tartozik a társaság szokásos üzleti tevékenységébe, ill. amit törvény vagy a társasági szerződés a tagok gyűlése hatáskörébe utal.
Az üzletvezetés körébe tartozó kérdésekről üzletvezető(k) jogosultak dönteni.
Előnye:
- nincs minimálisan meghatározott alaptőke, azaz legkisebb induló tőkével alapítható
- a tagok döntik el. hogy akarnak -e osztalékot kivenni

Hátránya:
- A beltag a cég kötelezettségeiért a saját vagyonával is felelhet.

#### Korlátolt felelősségű társaság
A korlátolt felelősségű társaság (röviden kft., amit csak cégnévben és kezdőhelyzetben kezdünk nagybetűvel) a gazdasági társaságok (külföldön a kereskedelmi társaságok) egyik típusa, jogi személy. A kis- és középvállalkozások kedvelt társasági formája belföldön és egyes külföldi országokban, különösen Németországban.
A kft. olyan gazdasági társaság, amely meghatározott összegű törzsbetétekből álló törzstőkével indul és amelyben a tagok kötelezettsége alapvetően csak saját vagyoni hozzájárulásuk befizetésére terjed ki. A kft. ügyvezetője viszont korlátlan módon, egész vagyonával felel tartozásaiért a hitelezőknek szándékos kár okozás esetén. Inkább személyegyesülés jellegű társaság, részvényt vagy kötvényt nem bocsát ki.
A magyar korlátolt felelősségű társaságnak megfelelő német forma a Gesellschaft mit beschränkter Haftung (GmbH). A legfontosabb külföldi jogok ismerik ezt a társasági formát, bár Franciaországban, Hollandiában, és az angolszász jogterületen csak a 20. század harmadik harmadában vezették be. Ez utolsó jogterületen ilyen például az LLC. (USA) vagy az Ltd. (Egyesült Királyság).

##### Fogalma
Magyarországon a 2013. évi V. törvény (Polgári Törvénykönyv) határozza meg a kft. fogalmát.

„ A korlátolt felelősségű társaság (kft.) olyan gazdasági társaság, amely előre meghatározott összegű törzsbetétekből álló törzstőkével alakul, és amelynél a tag kötelezettsége a társasággal szemben törzsbetétének szolgáltatására és a társasági szerződésben megállapított egyéb vagyoni értékű szolgáltatásra terjed ki. A társaság kötelezettségeiért – ha e törvény eltérően nem rendelkezik – a tag nem köteles helytállni.”

##### Alapítása
Korlátolt felelősségű társaság (Kft.) alapításakor a hatályos szabályozás szerint a kötelező készpénzbevitel aránya megszűnt, a törzstőke akár teljes egészében állhat nem pénzbeli hozzájárulásból is (apport). Apportálható bármilyen vagyoni értékkel rendelkező forgalomképes dolog (ingatlan, ingóság), illetve szellemi alkotás, továbbá vagyoni értékű jog.

##### Előnyei
- a tagok a cég tartozásaiért főszabály szerint nem felelősek, amennyiben a társasági szerződésben foglalt törzsbetétüket a kft. rendelkezésére bocsátották.
- a tagok eldönthetik, hogy vesznek–e ki osztalékot
- a 2016-ban hatályos jogszabályok szerint min. 3.000.000 Ft alaptőke szükséges, azonban az összetétele és rendelkezésre bocsátása rugalmas.

##### Egyszemélyes kft.
Egyszemélyes kft. az alábbi esetekben jöhet létre:
új cég esetében:   
- a céget egyetlen tag vagy más cég alapítja. Ez esetben nem társasági szerződés, hanem alapító okirat készül.

már működő Kft. esetében:   
- ha egy tag szerzi meg egy valamennyi üzletrészének tulajdonát. Ez esetben a korábbi társasági szerződést alapító okiratra kell módosítani.
- Munkaviszony: Az egyszemélyes Kft. egyedüli tagja csak akkor állhat munkaviszonyban a céggel, ha a társasági szerződés erre kifejezetten kitér.
- Döntéshozatal: a Kft. ügyvezetőjének nem kell egyben a társaság tagjának is lennie, ez esetben az egyedüli tulajdonos jogosult utasítani az ügyvezetőt.
- Az egyszemélyes Kft. esetében a több tulajdonossal bíró társaságokra vonatkozó szabályok érvényesek, néhány törvényi kivételtől eltekintve.

##### Kft. több tulajdonossal
Tulajdonosi kör, törzstőke meghatározása:
- a céget előre meghatározott összegű (minimum 3.000.000 Ft) törzsbetétekből álló jegyzett tőkével lehet alapítani
- a törzstőke nem lekötött tőke, azaz a működés során felhasználható, de vagy eszközben, vagy pénzben biztosítottan rendelkezésre kell állnia
- a cégben egy tag törzsbetétje sem lehet 100.000 Ft-nál kevesebb
- törzsbetét nem feltétlenül tükrözi a szavazati arányokat, és az eredményből való részesedést, ezekről a társasági szerződés külön rendelkezhet
- a tagok felelőssége a társasággal szemben a törzsbetétjeik erejéig, ill. a társasági szerződésben esetleg megállapított egyéb vagyoni hozzájárulás mértékéig terjed ki. A társaság tartozásaiért – törvényben meghatározott kivétellel – a tag nem felel.
- Döntéshozatal:

A társaság működéséhez ügyvezetőt kell kijelölni, aki lehet a társaság tagja, de egyéb személy is, aki az ügyvezetői feladatokat megbízási viszonyban, vagy munkaviszonyban látja el. A cégnek több ügyvezetője is lehet, akik önállóan is képviselhetik a céget, vagy együttes cégjegyzésre is van lehetőség, amikor a társaság képviseletében tett nyilatkozat csak az összes ügyvezető aláírásával érvényes.

## A Bt., Kkt. és Kft. alapításának menete Magyarországon
Cég alapítása csak jogi képviselő közreműködésével lehetséges.

### Adatfelvétel
A cégalapítás, cégmódosítás első lépése az alapítandó cég adatainak meghatározása, megadása. Ezen adatok a cégnév, cégforma (Kft., Bt., Zrt.), cég székhelye, e-mail címe, a tagok neve és vagyoni hozzájárulásuk mértéke, az alapítandó cég jegyzett tőkéjének összege (Kft. esetében minimum 3 millió Ft, Bt. és Kkt. esetén nincs korlátozás), a vezető tisztségviselők neve, a cég tevékenységi köre, továbbá az áfakör kódja. A tevékenységi körök pontos meghatározása a hatályos TEÁOR-jegyzékből történik. Egyes esetekben a megfelelő dokumentumok elkészítéséhez, illetve a cégbejegyzéshez további adatok (könyvvizsgáló, telephely, fióktelep stb.) megadására is szükség lehet.

### Iratkészítés
A megadott adatok alapján a szükséges iratokat az eljáró ügyvéd készíti el.
- a cégalapítás során a cégbíróság felé az alábbi költségek merülnek fel:[7]
- egyszerűsített cégeljárás esetén 50.000 Ft illeték, itt nincs közzététel,
- cégmódosítás esetén általában 15.000 Ft illeték, valamint 3.000 Ft közzétételi díj fizetendő.

### Dokumentumok aláírása
Miután az iratok elkészültek, az aláírás a cégben minden érintett fél egyidejű megjelenésével, az eljáró ügyvéd jelenlétében történik. Az érintettek személyazonosságukat a megfelelő okmányokkal igazolják.
Az ügyvéd ezen a ponton ellenőrzi az okiratokba foglalt adatokat, valamint ismerteti és elmagyarázza a jogi tartalmat. További jogi tanácsadást nyújt szükség esetén.

### Az iratok elküldése a Cégbíróság részére
Az cégiratok benyújtása a Cégbíróságra elektronikus úton történik, mely az eljáró jogi képviselő feladata és felelőssége. Ezt követően a Cégbíróság megküldi a beérkezést tanúsító dokumentumokat és az elektronikus végzéseket az eljáró ügyvéd elektronikus címére. Egyes esetekben hiánypótlásra lehet szükség, illetve ha a bejegyzést elutasítja a Cégbíróság, akkor a folyamat jogszabályba, eljárásba ütköző részét korrigálni kell és újra beadni az iratokat.

### A cégiratok átvétele
A Cégbírósági bejegyezést követően az új cég dokumentumait – pl.: bejegyző végzés, cégbírósági tanúsítvány, társasági szerződés, aláírási címpéldány és minden egyéb okiratból legalább 1-1 példány – az eljáró ügyvédtől vehető át.

### A cég működéséhez a további teendők kötelezőek
- Könyvelő kiválasztása, szerződéskötés
- Számlavezető bank kiválasztása, bankszámla megnyitása – az ügyvéd elektronikus úton küldi meg a banknak a végzést.
- Törzstőke befizetése a bankszámlára a bejegyzéstől számított 8 napon belül
- A cégbejegyzéstől számított 15 napon belül bejelentkezés a NAV, KSH, IPA hatálya alá
- Egyéb engedélyek, bejelentési kötelezettségek (tevékenységtől függ): működési engedély, hatósági engedély, hatósági bejelentés vagy egyéb törvényben előírt bejelentési kötelezettség felmerülhet.

A cégiratok elektronikus benyújtása a Cégbíróság felé lehetővé teszi, hogy amennyiben a cégalapításhoz szükséges személyi és tárgyi feltételek rendelkezésre állnak, a cégbejegyzés akár már az adatfelvétel napján is megtörténhet.